# Areszt
Ten artykuł należy dopracować:

przedstawiono sytuację tylko z polskiej perspektywy – artykuł powinien być przekrojowy.
Pomóż go poprawić. 

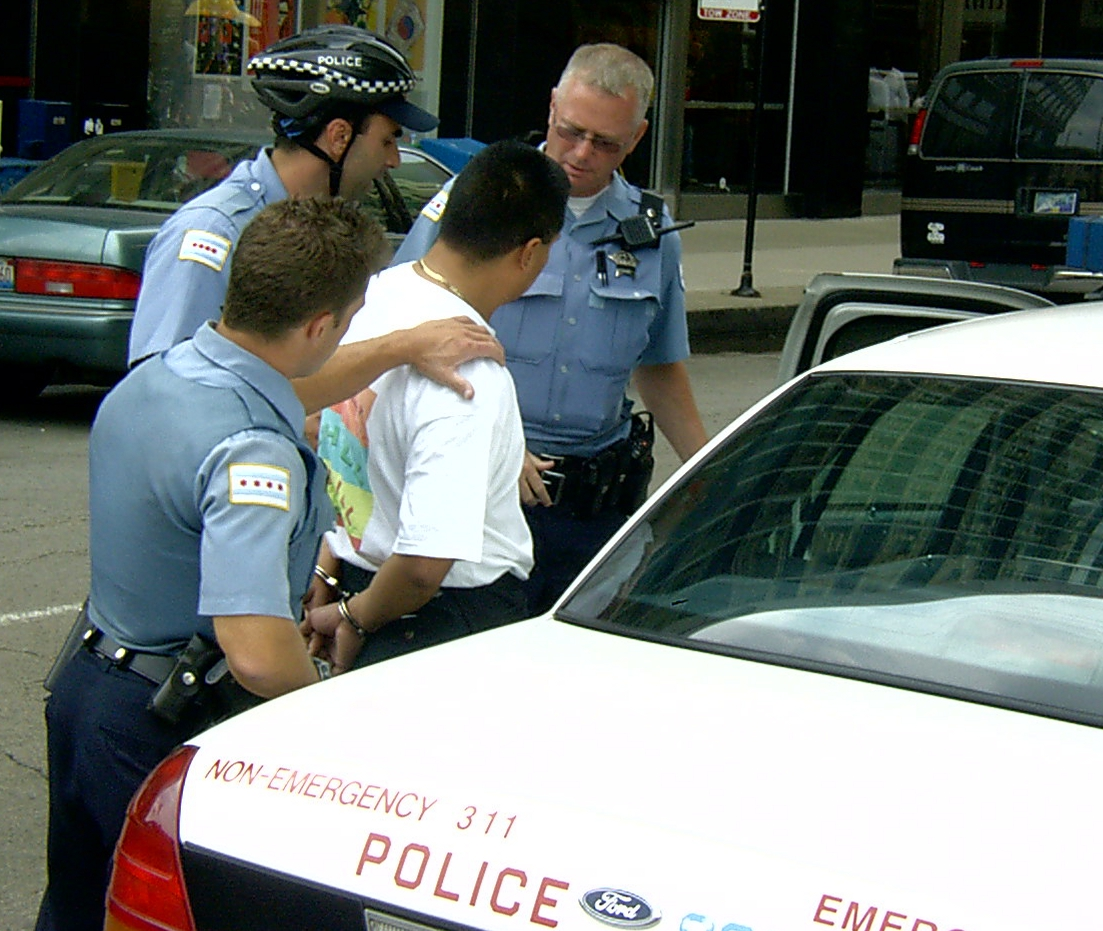
Aresztowanie w Chicago

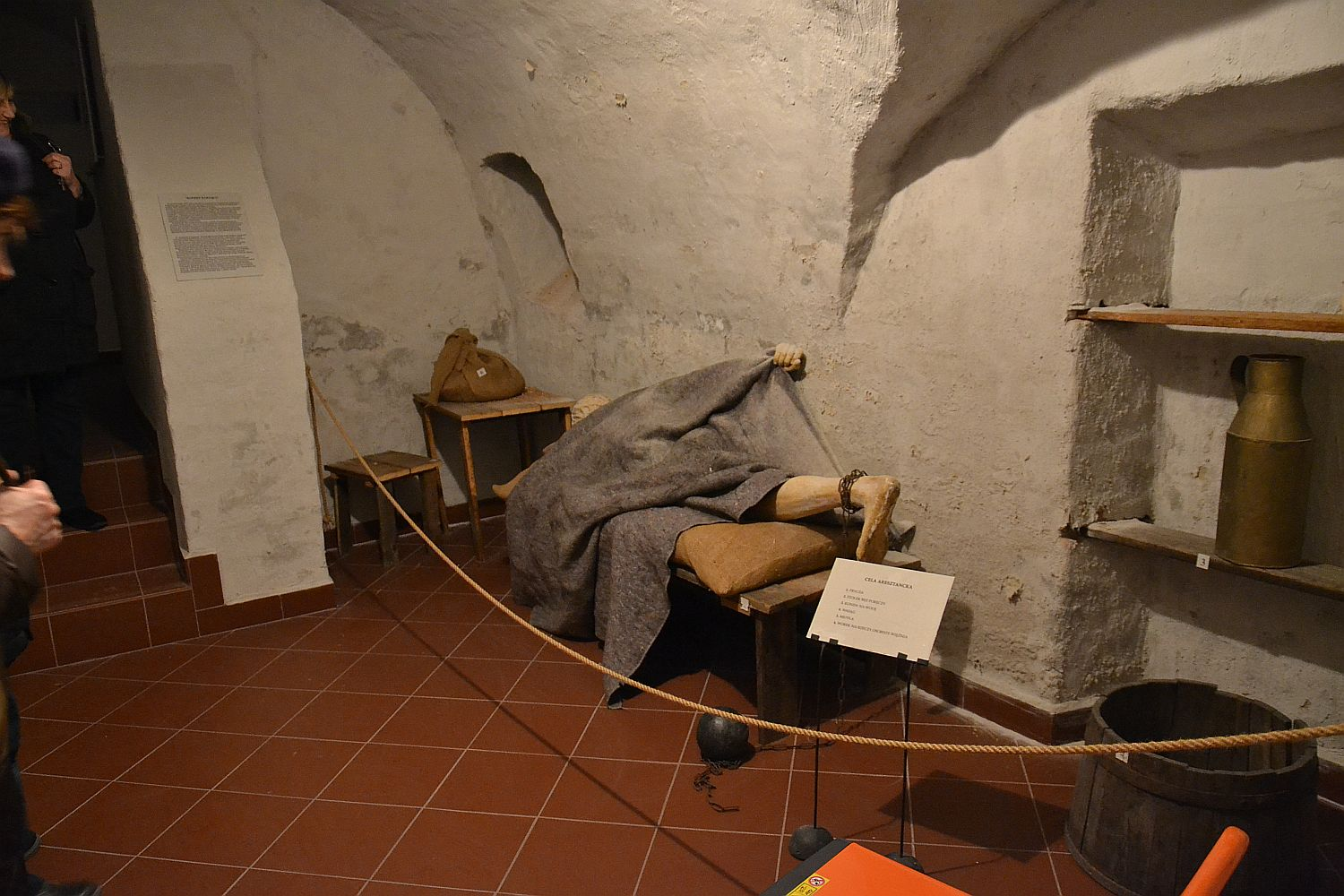
Inscenizacja historycznego aresztu

Areszt – tymczasowe pozbawienie wolności.
W prawie cywilnym areszt to jeden ze środków stosowanych w toku egzekucji, służący zmuszeniu dłużnika do zachowania zgodnego z nałożonym na niego obowiązkiem. Areszt stosuje wyłącznie sąd. Stosowanie aresztu regulują przepisy art. 1056-1059 kodeksu postępowania cywilnego.
W prawie wykroczeń areszt to jedna z kar – odpowiednik kary pozbawienia wolności w prawie karnym materialnym. Jego wymierzanie regulują przepisy art. 19, 26, 35, 38 i 42-44 kodeksu wykroczeń. Zgodnie z art. 19 kara aresztu trwa najkrócej 5, a najdłużej 30 dni; karę wymierza się w dniach. Wykonywanie kary aresztu reguluje prawo karne wykonawcze, w szczególności kodeks karny wykonawczy.
W prawie karnym wojskowym „areszt wojskowy” to jedna z kar stosowanych wobec żołnierzy, odrębna od kary pozbawienia wolności. Jej wymierzanie regulują przepisy art. 322 § 1, 329 i 330 kodeksu karnego, a wykonywanie – prawo karne wykonawcze, w tym przepisy części wojskowej kodeksu karnego wykonawczego.
Jako areszt potocznie określa się tymczasowe aresztowanie – izolacyjny środek zapobiegawczy stosowany w postępowaniu karnym (art. 249-265 kodeksu postępowania karnego), a niekiedy również poprzedzający je okres zatrzymania na maksymalnie 48 godzin (art. 243-248 kodeksu postępowania karnego).
W prawie procesowym areszt jest karą porządkową stosowaną za niewykonanie obowiązków procesowych (art. 276 § 2 kodeksu postępowania cywilnego i 287 kodeksu postępowania karnego).